# Grand Autre
 (janvier 2016).
Pour les articles homonymes, voir Autre.
Cet article possède un paronyme, voir Big Other.
Le grand Autre symbolise relativement à un sujet ce qui est perçu d'autrui, qui n'est pas soi. Il permet la réflexion car il est dépourvu de ce qui est pris pour l'autre mais qui ne l'est pas (le petit autre).
L'Autre désigne en psychanalyse l'ensemble de ce qui est extérieur à soi, mais Jacques Lacan y distingue le grand Autre l'ordre symbolique déterminant le sujet, et s'opposant tant au petit autre qu'à l'objet a.

## Autres
Lacan donne à l'Autre un statut différent de celui que l'on pouvait trouver sous la plume de Sigmund Freud. Il s'inspire pour cela de nombreux opus philosophiques, et plus particulièrement du travail de Hegel tel que l'a enseigné Kojève. 
Ces approches amènent Lacan à pointer le message que cache la pulsion. Si le besoin vise bel et bien un objet, et peut être défini comme tel, Lacan montre que le désir — tel que l'a défini Freud — implique l'Autre. Cette implication se comprend d'abord comme une dialectique du sentiment de soi, l'Autre étant le lieu du signifiant ; « un signifiant est ce qui représente un sujet pour un autre signifiant ». 
L'Autre s'avère donc dépasser la question d'une subjectivation passant par autrui et constitue une structure symbolique essentielle. C'est le lieu de la parole : « Le sujet reçoit de l'Autre son propre message sous une forme inversée ».

## Évolution du concept

### Intersubjectivation
En 1955, Jacques Lacan, dans son séminaire Le moi dans la théorie de Freud et dans la technique de la psychanalyse, précise qu'il faut distinguer deux autres concepts : l'autre, avec une minuscule, que connaissent toutes les psychologies, et l' Autre, spécifique à la psychanalyse, dont il s'agit dans la fonction de la parole. 
L'Autre se comprend alors comme un lieu, une place, un espace. Le sujet de l'inconscient est déterminé par un ordre symbolique, désigné comme lieu de l'Autre. Il s'agit du lieu dans lequel se constitue le sujet et l'Autre n'est donc pas assimilable à autrui. 
En 1957, Lacan rapporte l'Autre à la relation transférentielle. L'Autre est autre scène, lieu de déploiement de la parole. Il est lieu d'origine du signifiant, et rappelle la détermination de l'imaginaire par ce dernier. 
1958-1959 : C'est le moment où Lacan déclare qu'Il n'y a pas d'Autre de l'Autre, autrement dit pas de métalangage - on ne trouve pas de discours du discours (ou encore Un signifiant fait défaut dans l'Autre).  
"Ça parle dans l'Autre... en désignant par l'Autre le lieu même qu'évoque le recours à la parole dans toute relation où il intervient" (La signification du phallus ,1958, in Ecrits)
1960 : La phrase le désir de l'homme est désir de l'Autre spécifie dans le désir la nécessité d'une reconnaissance par l'autre - ou désir de désir de l'Autre.

### Au-delà de l'intersubjectivisme
La visée de Lacan se modifie avec les années et il en viendra, non plus à insister sur la dialectique de la reconnaissance qui faisait défaut dans la métapsychologie freudienne, mais sur le dépassement d'une relation de sujet à sujet. Cette relation du semblable au même n'intéresse plus Lacan, qui insistera désormais sur la relation du sujet à l'Autre. 
C'est par le passage de la demande au désir que se constitue le désir de l'Autre. Si le besoin a un objet, la demande n'en a plus, puisqu'elle vise un en-plus de l'amour. La demande se comprend alors comme intermédiaire entre le besoin et le désir, sans fond, inconditionnelle. La forme même du manque en est affectée, et l'Autre se voit plus encore dans le manque du manque...
1967 : ce lieu de l'Autre n'est pas à prendre ailleurs que dans le corps.